# تیراندازی مستقیم
تیراندازی مستقیم (به انگلیسی: Straight Shooting) یک فیلم وسترن صامت محصول سال ۱۹۱۷ میلادی به کارگردانی جان فورد و با بازی هری کری و دوک آر لی است.
نگاتیوهای این فیلم در موزه بین‌المللی عکاسی و فیلم در خانه جورج ایستمن باقی مانده است. مدت زمان این فیلم، مانند بسیاری از فیلم‌های آمریکایی آن زمان توسط هیئت‌های سانسور فیلم شهری و ایالتی کاهش یافت. هیئت سانسور شیکاگو از صدور مجوز برای پخش این فیلم خودداری کرد، زیرا فیلم شامل صحنه‌ای دقیق از انجام قتل بود و این خلاف قانون بود.

## خلاصه داستان
در اواخر قرن نوزدهم در غرب دور، یک کشاورز برای گرفتن حقش تلاش می‌کند و زمینش را شخم می‌زند. در این زمان دامداران، برای اخراج کشاورزان، سعی می‌کنند دسترسی به آب را کنترل کنند.

## بازیگران
- هری کری
- دوک آر لی
- جرج برل
- مالی مالون
- تِد بروکس
- هوت گیبسون
- میلتون براون
- وستر پِگ